# Duryea Motor Wagon Company

Un primo piano dell'auto

La Duryea Motor Wagon Company è stata una casa automobilistica statunitense attiva dal 1895 al 1917, considerata come la prima azienda costruttrice di automobili con motore a scoppio di tale nazione.

## Storia

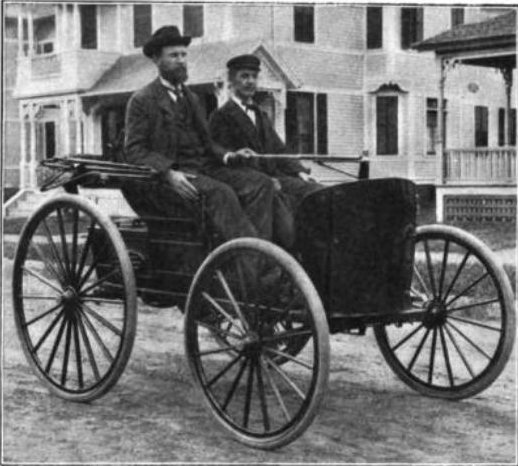
I fratelli Duryea a bordo di un loro veicolo

Charles Edgar Duryea e suo fratello J. Frank Duryea, nati nell'Illinois, iniziavano ad occuparsi di automobili nei primi anni '90 del XIX secolo e realizzavano, nel 1893, il primo veicolo Duryea: un “Buggy” munito, al posto del cavallo, di un motore a benzina monocilindrico.
Incoraggiati dai primi positivi collaudi su strada, i due fratelli, dopo aver fatto brevettare questa prima vettura (in data 30 aprile 1894), costruivano un secondo esemplare, con motore bicilindrico orizzontale da 1,9 litri di cilindrata, cambio a tre rapporti e trasmissione a cinghia alle ruote posteriori.
Con questa automobile, munita di pneumatici, i fratelli Duryea si cimenteranno alla corsa Chicago-Evanston-Chicago (1895), vincendola.
Incoraggiato da questo primo successo, Charles Duryea impianta quella che può esser definita come la prima fabbrica americana di automobili, la quale tuttavia non spiccherà mai il volo e cesserà l'attività nel 1917. Da ricordare che nel 1896 due Duryea varcano l'Oceano e partecipano alla Londra-Brighton dove una delle due vetture conquisterà un buon terzo posto, peraltro oggetto di contestazioni.

## Produzione
In totale le Duryea costruite in 25 anni saranno appena 731, così ripartite per anno.
| Anno | Unità | Anno | Unità | Anno | Unità | Anno | Unità | Anno | Unità |
| 1893 | 1     | 1898 | 12    | 1903 | 47    | 1908 | 71    | 1913 | 31    |
| 1894 | 2     | 1899 | 12    | 1904 | 53    | 1909 | 62    | 1914 | 16    |
| 1895 | 2     | 1900 | 28    | 1905 | 50    | 1910 | 51    | 1915 | 13    |
| 1896 | 13    | 1901 | 33    | 1906 | 41    | 1911 | 29    | 1916 | 12    |
| 1897 | 6     | 1902 | 37    | 1907 | 83    | 1912 | 23    | 1917 | 3     |